# Раймунд де Пуатье
Раймунд де Пуатье (фр. Raimond de Poitiers; 1099/1115, Аквитания — 29 июня 1149, Антиохия) — князь Антиохии с 1136 года. Младший сын Гильома IX, герцога Аквитании и его жены Филиппы, графини Тулузы.

## Загадка дня рождения
Относительно даты рождения точных данных нет, а имеющиеся заметно разнятся — называется как 1099, так и 1115 год. Последняя представляется более реалистичной. Если принять первую, то получается, что в год бракосочетания с девятилетней наследницей Антиохии ему было 37 лет. Хотя само по себе это, конечно, ни о чём не говорит. Гильом Тирский (Вильгельм Тирский), описывая Раймунда уже как князя, отзывается о нём как о человеке довольно молодом, «румяные щеки которого ещё покрывал юношеский пушок». Хотя сам Гильом с Раймундом и не встречался, поскольку родился в 1130 году, а в 40-е годы XII века, судя по всему, учился в Европе, существует другое подтверждение этому предположению: указание относительно вступления отца Раймунда в достойную осуждения связь с женой вассала, виконта Шательро, в результате чего Гильом был отлучен от церкви как раз в 1115 году, когда появился на свет его младший сын. Кроме того 1099 год называется датой рождения старшего брата Раймунда, герцога Аквитании Гильома X.

## Брак с наследницей Антиохии
Независимо от того, когда Раймунд родился, особых перспектив в Европе у него как у младшего сына не было. В то же время далеко на востоке находилось княжество Антиохия, которому отчаянно не везло с правителями: два из них погибли, и с 1119 года государство с коротким перерывом в 1126—1130 годы почти все время управлялось регентами. К середине 30-х годов, по мере роста давления со стороны мусульманских соседей, особенно из Алеппо, возникла острая потребность в полноправном действующем государе — в мужчине и воине. Раймунд как раз очень подходил на такую роль, поскольку, по уверению хрониста, отличался недюжинной силой и ловкостью, а также мастерством наездника. Как поговаривали, Раймунд шутя гнул толстые железные прутья; мог, въехав на могучем жеребце под арку, схватиться за кольцо в кладке и с помощью лишь одних ног, сжав бока животного шенкелями, заставить его остановиться.
Давно готовый сложить хлопотные полномочия регента, король Иерусалима Фульк I Анжуйский (как граф Фульк V Анжуйский), регент княжества в 1131—1136 годах, был рад передать власть Раймунду, обвенчав его с подраставшей Констанс, наследницей последнего князя, Боэмунда II, в 1130 году угодившего в засаду на реке Пирам (ныне Джейхан) и погибшего в бою. Фульк, хорошо знавший семью предполагаемого кандидата, отправил тайного гонца в Лондон, где при королевском дворе и обретался Раймунд. Послом туда отправился рыцарь-госпитальер Жерар Жебарр, который сумел заинтересовать Раймунда предложением, даже несмотря на возраст невесты.
Теперь принято считать, что в 1136 году ко времени сватовства и венчания Констанс было всего десять лет, однако отец её, хотя и официально правил в Антиохии с 1119 года, прибыл на Восток только в 1126 году. Следовательно, Констанс должна была родиться не ранее 1127 года, а, возможно, и в 1128 году. Таким образом, в 1136 году ей исполнилось никак не больше девяти лет. Поэтому нет ничего удивительного в том, что, когда о приезде Раймунда узнала мать невесты, довольно молодая дама Алиса Иерусалимская (2-я дочь короля Иерусалима Бодуэна II и вдова князя Боэмунда II), она решила предложить заморскому жениху в качестве спутницы жизни себя. Однако Раймунд, вероятно, понимал разницу в положении, которое дает ему брак с Констанс по сравнению с браком с Алисой. В первом случае он становился полноправным государем, во втором права его могли быть спорными. Если бы у него с Алисой не было детей, через три-четыре года Констанс все равно вышла бы замуж и тогда власть пришлось бы уступать молодым. И даже если бы у Раймунда с Алисой родился за эти годы мальчик, а Констанс выдали бы куда-нибудь замуж, все равно после периода регентства права сына Раймунда на престол были бы более предпочтительными, чем отца. По крайней мере, могли бы быть при неблагоприятном для Раймунда внутреннем климате в княжестве, чего он, конечно же, не мог сбрасывать со счетов.
Раймунд проделал огромный путь, чуть было не попал в руки к Рожеру II Сицилийскому, по определённым мотивам не желавшему заключения предполагаемого брака, а поэтому очутился в непростой ситуации. Однако госпитальер Жерар сумел заинтересовать и привлечь на сторону Раймунда патриарха Рауля, или Радульфа, человека красноречивого и весьма обходительного. Тот взялся помочь, но не упустил момента и выдвинул свои условия: князь приносит ему присягу как вассал и в дальнейшем во всем слушается своего духовного сюзерена. Раймунд согласился, понимая, очевидно, что даже это лучше брака с Алисой. Раймунд и Рауль перехитрили Алису: фактически похитив у неё дочь, они быстро организовали венчание и просто поставили мать перед фактом. Алиса проиграла.

## Начало правления в Антиохии
Раймунд де Пуатье, занявший престол Антиохии и обеспокоенный растущей мощью армянского князя Киликии, первым делом решил укротить амбиции армян. В 1136 году с одобрения короля Фулька Иерусалимского он начал войну против Киликии. Вместе с Балдуином Марашским он напал на владения Левона I, но последний с помощью своего племянника графа Жослена Эдесского отбил нападение антиохийцев. После одержанной победы Левон согласился на переговоры с антиохийцами, однако его заманили в западню, схватили и отправили в Антиохию. Находясь в неволе, Левон отказавшись от Сарвентикара, Маместии и Аданы в пользу Раймунда, а также заплатив большой выкуп, был вынужден выкупить свою свободу. Буквально сразу же после освобождения из плена, армянский князь вернул себе эти города. Война разразилась вновь, пока в начале 1137 года, усилиями Жослена было установлено перемирие между двумя княжествами. Оба князя понимали что поход византийского императора Иоанна грозил и Киликии и Антиохии, поэтому им пришлось сформировать единый альянс против византийцев
Византийцы под командованием императора Иоанна Комнина, появившись в регионе сразу же предъявили претензии на Антиохию, которую некогда фактически присвоил себе Боэмунд Тарентский, тогда как должен был передать её Алексею I, отцу Иоанна. Он заявил о правах на Антиохию, поскольку в отличие от отца мог требовать и добиваться своего военным путём. Король Фульк помочь не мог, у него хватало своих забот, поскольку как раз в 1137 г. погиб сосед Раймунда с юга, граф Понс Триполийский, а его вдова (младшая сестра жены Фулька, Мелисенды, и Алисы Антиохийской) осталась с несовершеннолетним наследником. Раймунду пришлось принести вассальную присягу Иоанну и участвовать в его походе против мусульман. Поскольку те территории, которые Иоанн собирался отвоевать у них, он пообещал отдать Раймунду в обмен на Антиохию, Раймунд, естественно, не прилагал никаких усилий для достижения успеха в предприятии. Если бы экспедиция Иоанна провалилась, Антиохия сохранилась бы за князем, пусть и как вассальное владение. Целей своих Раймунд вполне достиг, уговорив напоследок Иоанна не занимать своим гарнизоном цитадель. В общем, Иоанн удалился в Константинополь, оставив все как есть. Он, однако, ещё возвращался в 1142 г., но положение Раймунда от этого фактически никак не пострадало. Он сумел отстоять город и не пустить в него сюзерена, а на следующий год Иоанн умер из-за раны на охоте.

## Война с Алеппо и Второй крестовый поход
Хотя в 1145 году Раймунду и пришлось ездить в Константинополь присягать на верность новому императору, Мануилу I, главной заботой князя на все следующие после первого визита Иоанна 10—11 лет стали мусульманские соседи, а внутри княжества ожесточенная борьба с патриархом Раулем, которого Раймунд в итоге одолел в 1139 году. Злейшим врагом Раймунда стал атабек Имад ад-Дин Занги, когда же в 1146 году его устранила судьба, обстановка не улучшилась, поскольку место пьяницы Занги в Алеппо занял его сын, аскет Нур ад-Дин Махмуд. Борьба шла с переменным успехом — Раймунд испытывал дефицит живой силы. В многолюдной Антиохии (возможно, 100 000, а то и 150 000 жителей) хватало людей всяких занятий, но только не воинов. Князья никогда не собирали под рукой больше 700 рыцарей плюс соответствующий контингент пехоты (обычно превышавший численность тяжелой конницы в 5—10 раз). Вполне естественно поэтому, что прибытие в морские ворота — порт Сен-Семион — французских крестоносцев Людовика VII в ходе Второго крестового похода Раймунд расценил как шанс нанести чувствительный удар по главному противнику. В конце концов, крестовый поход провозгласили именно из-за того, что Занги захватил Эдессу, и угроза нависла над вторым городом — Тель-Баширом, или Турбесселем, как называли его франки. Однако все складывалось не вполне так, как хотелось крестоносцам. Централизованной операции так и не получилось, хотя многие рыцари охотно приняли участие в набегах на соседнюю территорию, благо было недалеко — стоявший к востоку Алеппо и Антиохию разделяли менее 100 км по дорогам.
Несомненно, многим из французов-северян южанин Раймунд понравился. Силач и удалец, он к тому же сочинял стихи, хотя писать и читать не умел, зато был, как есть основания полагать, красноречив и куртуазен. В конце концов, не удивительно — отец его был трубадуром. А все куртуазное входило в моду и в Париже, особенно с появлением там в качестве жены короля герцогини Аквитании, Алиеноры. Думается, Людовику не очень-то нравилось внимание подданных к князю и восхищение им, которое они, должно быть, испытывали, но пуще всего раздражало отношение к нему жены, которая тоже сопровождала мужа в походе. Двадцатишестилетняя Алиенора Аквитанская приходилась Раймунду племянницей и поговаривали об их чрезмерной даже для родственников и совсем не родственной близости. Слухи эти впоследствии муссировались при дворах Европы и даже были записаны хронистами, хотя современные исследователи и не склонны верить сплетням, пусть даже и довольно единодушным. Быстрый отъезд Людовика в Акру мог объясняться вовсе не ссорой с женой из-за связи с Раймундом, а интригами и настояниями королевы Мелисанды, которая посылала явных и тайных эмиссаров в Антиохию поторопить Людовика. Вдова с 1143 года (Фульк погиб на охоте в ноябре), она вообще была весьма привязана к сёстрам, тогда как Раймунд довольно скверно поступил с одной из них, Алисой. Кроме личного, безусловно существовала ещё и политика. Мелисанда просто не могла допустить, чтобы Антиохия перехватила поход и чего доброго добилась бы успеха. Более того, в Акре уже находился германский король Конрад III, и получалось, что немцы как будто бы опередили французов, выказав больше крестоносного рвения.

## Битва при Инабе

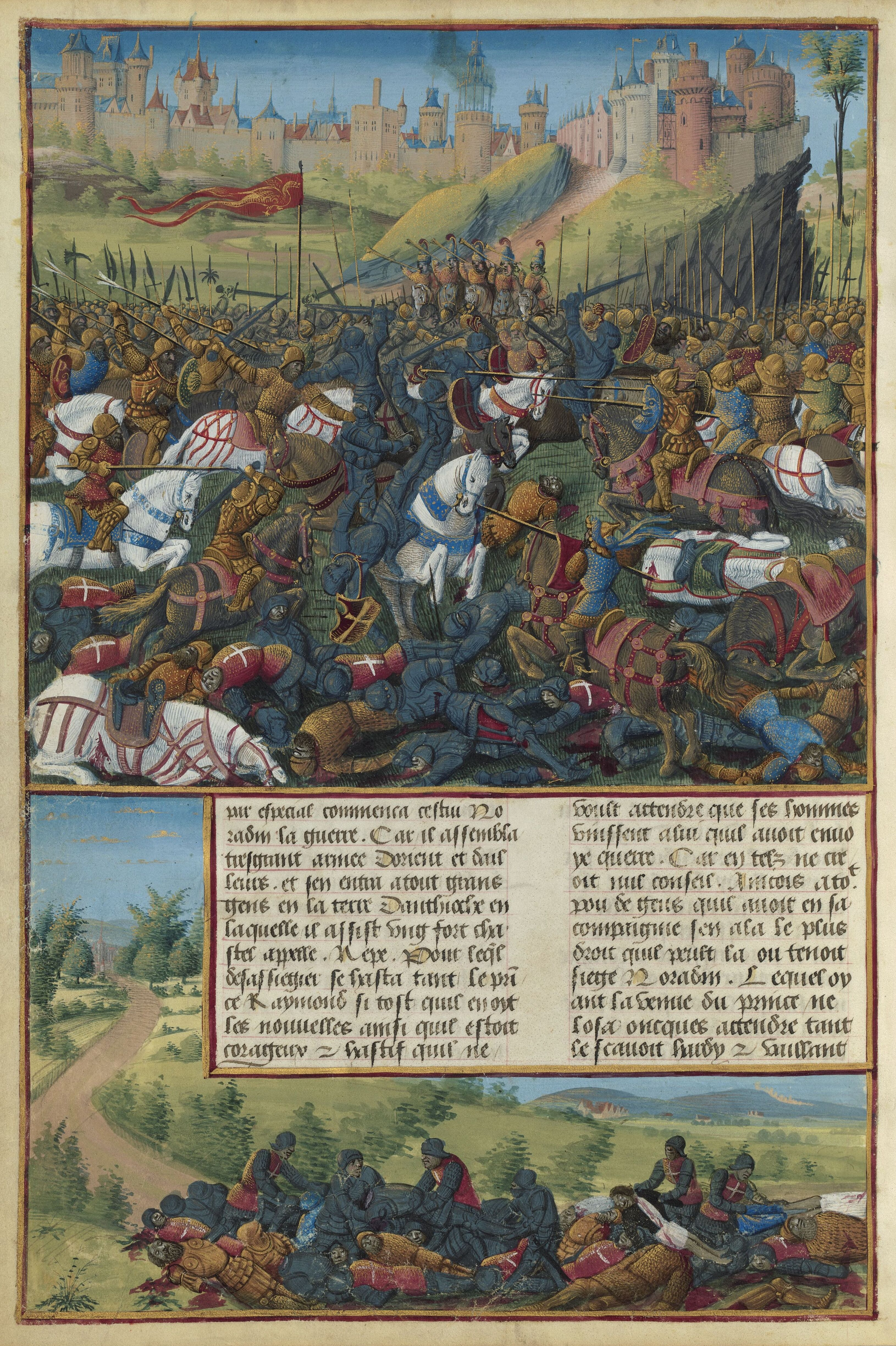
Битва при Инабе. Миниатюра Жана Коломба из книги Себастьена Мамро «Походы французов за море против турок, сарацин и мавров» (1474).

Так или иначе Раймунд остался один, а когда поход окончательно провалился и к началу лета 1149 года крестоносцы разъехались, князь очутился один на один с ещё более упрочившим собственное положение Нур-ад-дином. Раймунд нашел неплохого союзника среди мусульманских соседей — вождя ассасинов, курдского шейха по имени Али ибн-Вафа. Начались обмены ударами христиан и мусульман-исмаилитов с мусульманами-суннитами, проходившие в равных условиях до тех пор, хотя один раз князю здорово досталось (Али ибн-Вафа опоздал тогда к сражению). Вместе с тем баланс сил как будто бы сохранялся, пока атабек не осадил замок Инаб. Раймунд не мог позволить противнику лишить себя этой крепости, так как с потерей её утрачивалась и возможность хоть как-то контролировать положение дел к востоку от реки Оронт, на которой и стояла Антиохия.
Нур-эд-Дин сначала отступил, но, получив обнадеживающие сведения о численности вражеского войска, передумал. Оно насчитывало тысячу пехотинцев и около четырёх тысяч конных (более трех четвертей конницы — мусульмане Али ибн-Вафа), а у Нур ед-Дина одних только всадников имелось шесть тысяч. К утру 29 июня 1149 года он окружил лагерь противника у Мурадовых источников. На рассвете Раймунд и Али ибн-Вафа, не видя иного выхода, бросились на прорыв вверх по склону с очень невыгодной позиции. Но и это было ещё не все. Утро выдалось ясным, но потом вдруг задул ветер, и поднялась настоящая буря, тучи песка несло прямо в лицо атакующим рыцарям и ассасинам. Победить в таких условиях и даже прорваться они уже не могли.

## Смерть Раймунда
Раймунд стал третьим князем Антиохии, сложившим голову в бою — третьим подряд. Обессиленный и измученный, он пал с мечом в руке, сражаясь с полководцем Нур-ад-Дина Асад ад-Дином Ширкухом ибн Шади. Происходило все это почти ровно через тридцать лет после 28 июня 1119 года, когда князь Антиохии Рожер Салернский сложил голову на печально известном Кровавом поле (битва на Кровавом поле), кстати, расположенном недалеко от Инаба. Голова Раймунда досталась Асад ад-Дину Ширкуху, он велел оправить череп в серебро и отправил в дар халифу Багдада Аль-Муктафи Лиамриллаху.
Антиохия устояла — Нур-ад-дин не решился штурмовать её сразу, а потом на выручку пришёл с юга молодой король Иерусалима Бодуэн III.
Констанс осталась вдовой с четырьмя детьми: со старшим сыном, малолетним Боэмундом (будущим Боэмундом III), двумя дочерьми — Марией и Филиппой — и с новорождённым Бодуэном. Последнего часто считают сыном второго мужа княгини, Рено де Шатийона. Однако это сомнительно. Судя по всему, Бодуэн родился все же в год смерти Раймунда, а вторично замуж Констанс вышла только в 1153 году. Так или иначе в 1176 году, в год несчастной битвы под Мириокефалоном, Бодуэн командовал в армии Мануила I отрядом рыцарей и погиб, сражаясь как герой подобно отцу.